# Vanna (sartoria)
Sartoria Vanna fu fondata negli anni ’30 a Milano in Corso di Porta Nuova da Manette Valente e Anna Carmeli.
Fu tra i protagonisti della nascente moda italiana, prendendo parte alla sfilata First Italian High Fashion Show organizzata da Giovanni Battista Giorgini presso la sua residenza privata di Firenze a Villa Torrigiani. La sfilata si tenne il 12 febbraio 1951 alla presenza di sei importanti compratori americani.
Nel 1952, partecipò con Roberto Capucci, Vincenzo Ferdinandi, Germana Marucelli, la Sartoria Antonelli, l'atelier Carosa, Giovannelli-Sciarra, Polinober, Jole Veneziani e sedici ditte di sportswear e boutique alla prima storica sfilata presso la Sala Bianca di Palazzo Pitti a Firenze. Oriana Fallaci, inviata dal settimanale Epoca, ne raccontò la cronaca.